# Bragi Þorfinnsson
Bragi Þorfinnsson (beim Weltschachverband FIDE Bragi Thorfinnsson; * 10. April 1981 in Reykjavík) ist ein isländischer Schachspieler.
Er spielte für Island bei drei Schacholympiaden: 2004, 2010 und 2016. Außerdem nahm er fünfmal an den europäischen Mannschaftsmeisterschaften (2001 bis 2005, 2009 und 2011) teil.
Er spielte in der Four Nations Chess League für die Mannschaft Jutes of Kent (2011/12 und 2012/13) und Cheddleton and Leek Chess Club (2019/20).
Im Jahre 2003 wurde ihm der Titel Internationaler Meister (IM) verliehen. Der Großmeister-Titel (GM) wurde ihm 2018 verliehen.
| Die zur Anzeige dieser Grafik verwendete Erweiterung wurde dauerhaft deaktiviert. Wir arbeiten aktuell daran, diese und weitere betroffene Grafiken auf ein neues Format umzustellen. (Mehr dazu) |